# ツール・ド・フランス1997
ツール・ド・フランス1997（フランス語: Tour de France 1997）は、ツール・ド・フランスとしては84回目の大会。1997年7月5日から7月27日まで、全21ステージで行われた。

## みどころ
遂にインドゥラインに土をつけたビャルヌ・リースだが、その座は磐石ではない。マルコ・パンターニが交通事故による1年半のブランクから遂に復活を果たし、3年連続山岳賞のリシャール・ビランクも万全の構えを見せる。直前のジロ・デ・イタリアを底無しのスタミナで制したイヴァン・ゴッティも不気味。チーム内にもリースのアシストでありながら前年総合2位と底知れぬ実力を見せたヤン・ウルリッヒと優勝候補がひしめき合う。総合成績以外にもジロで区間5勝と絶好調のマリオ・チポリーニと2年連続ポイント賞のエリック・ツァベル、パリ〜ニースで区間4勝と大暴れしたトム・ステールスのゴールスプリント争いに注目が集まる。

## 概要
プロローグはボードマンが2度目の制覇。このまま数ステージはマイヨ・ジョーヌを守りたいところだが、第1ステージで好調のチッポリーニが勝利。ボーナスタイムによりあっさりマイヨを奪った。このステージではゴール11km手前で選手の7割が巻き込まれる集団落車が発生し、リース、ツェーレ、パンターニ、ルブランらは早くも1分近くロスしてしまう。
第3ステージでロミンゲルがクラッシュし、鎖骨を折ってリタイア。最後のツールを寂しい形で去ることになった。
第5ステージでは、タイムロスに加え手術の予後が思わしくないツェーレが戦意を喪失し、不出走となったが、新たなスターが生まれた。レース中盤で捨て身のアタックをかけ、147kmを独走したセドリック・ヴァッスールが集団に大差をつけてゴール。チッポリーニからマイヨを奪った。
第6ステージでは、トップでゴールしたツァベルが危険走行で降格処分を受ける一方、進路を塞がれて激昂したステールスが、モンカッサンにボトルを投げつけて失格処分となった。
第7、第8ステージでは、処分に納得しないツァベルが雪辱の連勝を果たし、ここで一旦平坦ステージは終わりを告げる。
第9ステージはツールマレー峠を含む難関ステージ。本来ビランクのアシストであるローラン・ブロシャールが、ゴール3km手前でアタックをかけるが、他チームからのマークが集中したビランクは、自らが動いても区間優勝は難しいと判断してこれを黙認し、追走集団を抑えたため逃げ切りに成功した。リースはトップ集団から30秒遅れて連覇に赤信号が灯る。一方、ここまで暫定トップのヴァッスールは、上りで何度となく引き離されるものの、下りで追いつくことを繰り返し、何とかマイヨを死守した。
今ツール最高峰のアンバリラ峠を擁する最難関の第10ステージ、前日のリースの不調を見たウルリッヒが遂に牙を剥いた。パンターニとビランクの共同戦線による追跡をものともせず、1分以上の差をつけて区間優勝、マイヨ・ジョーヌも獲得した。このステージでは、ゴッティが第7ステージでリタイヤした後も、ツールに残ったフランチェスコ・カーサグランデが健闘、大きく順位を伸ばした。
第12ステージの個人タイムトライアルでも、ウルリッヒは2位に3分以上の大差をつける圧勝で、さらに優位に立つ。
ラルプ・デュエズにゴールする第13ステージでは、気管支炎に悩まされながらパンターニが遂に区間優勝、選手生命すら危ぶまれていた交通事故から完全復活を遂げた。ビランクは前日のタイムトライアルの疲労から、後一歩の伸びが足りず3位に終わる。 プロローグで優勝したボードマンは、第9ステージで落車し肋骨を折る重傷を負いながら走り続けていたが、このステージで遂に力尽きて去っていった。
第14ステージではビランクとウルリッヒ、エスカルティンの三つ巴の戦いの末、ビランクが区間優勝。ただし、ゴールまでウルリッヒはビランクを逃がさず、タイム差を縮めさせない。
第15ステージでは、気管支炎に悩まされ、前日終了時点でリタイアも考えていたというパンターニが区間2勝目を上げた。ビランクはテレコムチームとの共同戦線による追撃を期待していたが、ウルリッヒは最早パンターニを追う必要は無いと判断し、リースも力尽きていたため追撃体制が整わず、区間優勝は夢と消えた。このステージで最早勝負は決まったかと思われたが、ウルリッヒは最後のピンチに直面した。
第18ステージ、グランバロン峠でウルリッヒはビランクとローラン・デュフォーのペースアップに反応できず、小集団を形成したエスカルティン、好調のカーザグランデらとともに逃がしてしまった。ここではカーザグランデに逆転されるおそれのあったアブラハム・オラーノがウルリッヒに協力したため、逃げは潰すことが出来たが、次のアンストラック峠で再び先頭集団から脱落した。ここでウルリッヒは絶体絶命かと思われたが、逃げ集団を構成したメンバーは総合2位から6位の選手が揃っており、全力を出して後方を引き離しても、順位変動の恩恵にあずかれるのはビランクのみ。このため逃げ集団の足並みは揃わずペースダウン、結局ウルリッヒに追いつかれてしまった。
第19ステージでは、逃げを成功させ一騎討ちとなったヘップナーとフォスカンプの体当たり合戦となり、両者危険走行で降格処分、30秒近く遅れてゴールしたトラヴェルソーニを優勝とする裁定で物議をかもした。
第20ステージの個人タイムトライアルでは、なかなか調子の上がらなかったアブラハム・オラーノがようやく区間優勝し、総合でも4位に上昇した。ウルリッヒは連日の山岳スペシャリスト達の攻撃に疲弊していたか2位に終わり、最後に僅かながら不安を覗かせた。一方リースは、パンクに見舞われた上に修理後に再びメカトラブルが発生。完全に戦意を喪失し、ピナレロが用意したスペシャルエアロバイクを道路脇に投げ出してしまった（このスペシャルバイクはリースのほかウルリッヒとオラーノの3人にしか供給されていなかった）。この後、代車に乗って出走を促すチームスタッフの進言を拒否し、修理をさせたため、9分以遅れるという惨憺たる成績に終わった。
最終第21ステージ、シャンゼリゼでは、マイヨ・ベールのツァベル、強豪ブライレーヴェンスらをかわしてニコラ・ミナーリが区間2勝目を上げて幕を閉じた

## 各区間の優勝者と総合首位者
| 区間   | 日   | 行程                                            | km          | 区間優勝                     | 総合首位                 |
| ------ | ---- | ----------------------------------------------- | ----------- | ---------------------------- | ------------------------ |
| Pro.   | 7/5  | ルーアン                                        | 7 (個人TT)  | クリス・ボードマン           | クリス・ボードマン       |
| 1      | 7/6  | ルーアン – フォルジュ＝レ＝ゾー                 | 192         | マリオ・チポリーニ           | マリオ・チポリーニ       |
| 2      | 7/7  | サン・ヴァレリ・アン・コー – ヴィール           | 262         | マリオ・チポリーニ           | マリオ・チポリーニ       |
| 3      | 7/8  | ヴィール – プリュメレック                       | 224         | エリック・ツァベル           | マリオ・チポリーニ       |
| 4      | 7/9  | プリュメレック – ピュイ・ド・フー               | 223         | ニコラ・ミナーリ             | マリオ・チポリーニ       |
| 5      | 7/10 | シャントネ – ラ・シャトレ                       | 262         | セドリック・ヴァッスール     | セドリック・ヴァッスール |
| 6      | 7/11 | ル・ブラン – マレンヌ                           | 216         | イェロン・ブライレーヴェンス | セドリック・ヴァッスール |
| 7      | 7/12 | マレンヌ – ボルドー                             | 194         | エリック・ツァベル           | セドリック・ヴァッスール |
| 8      | 7/13 | ソーテルヌ – ポー                               | 162         | エリック・ツァベル           | セドリック・ヴァッスール |
| 9      | 7/14 | ポー – ルーダンヴィエユ                         | 182         | ローラン・ブロシャール       | セドリック・ヴァッスール |
| 10     | 7/15 | リュション – アンドラ・アルカリ (アンドラ)      | 253         | ヤン・ウルリッヒ             | ヤン・ウルリッヒ         |
| 11     | 7/16 | アンドラ・ラ・ベリャ (アンドラ) – ペルピニャン  | 192         | ローラン・デビアン           | ヤン・ウルリッヒ         |
| 休息日 |      |                                                 |             |                              |                          |
| 12     | 7/18 | サン＝テティエンヌ – サン＝テティエンヌ         | 55 (個人TT) | ヤン・ウルリッヒ             | ヤン・ウルリッヒ         |
| 13     | 7/19 | サン＝テティエンヌ – ラルプ・デュエズ           | 204         | マルコ・パンターニ           | ヤン・ウルリッヒ         |
| 14     | 7/20 | ル・ブール・ドワサン – クールシュヴェル         | 148         | リシャール・ビランク         | ヤン・ウルリッヒ         |
| 15     | 7/21 | クールシュヴェル – モルジヌ                     | 209         | マルコ・パンターニ           | ヤン・ウルリッヒ         |
| 16     | 7/22 | モルジヌ – フリブール (スイス)                  | 181         | クリストフ・マンジャン       | ヤン・ウルリッヒ         |
| 17     | 7/23 | フリブール(スイス) – コルマール                 | 219         | ネイル・ステファンス         | ヤン・ウルリッヒ         |
| 18     | 7/24 | コルマール – モンベリアル                       | 176         | ディディエール・ロー         | ヤン・ウルリッヒ         |
| 19     | 7/25 | モンベリアル – ディジョン                       | 172         | マリオ・トラヴァルソーニ     | ヤン・ウルリッヒ         |
| 20     | 7/26 | ディズニーランド・パリ – ディズニーランド・パリ | 62 (個人TT) | アブラハム・オラーノ         | ヤン・ウルリッヒ         |
| 21     | 7/27 | ディズニーランド・パリ – パリ                   | 150         | ニコラ・ミナーリ             | ヤン・ウルリッヒ         |

## 成績

### 総合成績
| 順位 | 選手名                         | 国籍           | チーム             | 時間（時間:分:秒） |
| ---- | ------------------------------ | -------------- | ------------------ | ------------------ |
| 1    | ヤン・ウルリッヒ               | ドイツ         | チームテレコム     | 100:30:35          |
| 2    | リシャール・ビランク           | フランス       | フェスティナ       | +9:09              |
| 3    | マルコ・パンターニ             | イタリア       | メルカトーネ・ウノ | +14:03             |
| 4    | アブラハム・オラーノ           | スペイン       | バネスト           | +15:55             |
| 5    | フェルナンド・エスカルティン   | スペイン       | ケルメ             | +20:32             |
| 6    | フランチェスコ・カーサグランデ | イタリア       | サエコ             | +22:47             |
| 7    | ビャルヌ・リース               | デンマーク     | チーム・テレコム   | +26:34             |
| 8    | ホセマリア・ヒメネス           | スペイン       | バネスト           | +31:13             |
| 9    | ローラン・デュフォー           | スイス         | フェスティナ時計   | +31:55             |
| 10   | ロベルト・コンティ             | イタリア       | メルカトーネ・ウノ | +32:26             |
| 11   | ビート・ツベルク               | スイス         |                    | +35:41             |
| 12   | オスカル・カーメンツィント     | スイス         |                    | +35:52             |
| 13   | ペーター・ルッテンベルガー     | オーストリア   |                    | +45:39             |
| 14   | マヌエル・ベルトラン           | スペイン       |                    | +49:34             |
| 15   | ジャンシリル・ロバン           | フランス       |                    | +58:35             |
| 16   | ミハエル・ボーゲルト           | オランダ       |                    | +1:00:33           |
| 17   | ボビー・ジュリッチ             | アメリカ合衆国 |                    | +1:01:10           |
| 18   | ダニエーレ・ナルデッロ         | イタリア       |                    | +1:01:30           |
| 19   | クリストフ・モロー             | フランス       |                    | +1:02:48           |
| 20   | ステファーヌ・オーロ           | フランス       |                    | +1:06:13           |

### 各部門賞結果
| 第84回 ツール・ド・フランス 1997 |                              |                 |
| 全行程                           | 21区間、3945km               | 21区間、3945km  |
| 総合優勝                         | ヤン・ウルリッヒ             | 100時間30分35秒 |
| 2位                              | リシャール・ビランク         | +9分09秒        |
| 3位                              | マルコ・パンターニ           | +14分03秒       |
| 4位                              | アブラハム・オラーノ         | +15分55秒       |
| 5位                              | フェルナンド・エスカルティン | + 20分32秒      |
| ポイント賞                       | エリック・ツァベル           | 350ポイント     |
| 2位                              | フレデリック・モンカッサン   | 223ポイント     |
| 3位                              | マリオ・トラヴェルソーニ     | 198ポイント     |
| 山岳賞                           | リシャール・ビランク         | 579ポイント     |
| 2位                              | ヤン・ウルリッヒ             | 328ポイント     |
| 3位                              | フランチェスコ・カサグランデ | 309ポイント     |
| 新人賞                           | ヤン・ウルリッヒ             | 100時間30分35秒 |
| 2位                              | ペーター・ルッテンベルガー   | +45分39秒       |
| 3位                              | ミハエル・ボーゲルト         | +1時間00分33秒  |
| チーム賞                         | チーム・ドイチェ・テレコム   | 301時間51分30秒 |
| 2位                              | メルカトーネ・ウノ           | + 31分56秒      |
| 3位                              | フェスティナ時計             | + 47分52秒      |